# Bruno Schulze (Radsportler)
Bruno Schulze (* um 1913; † nach 1949) war ein deutscher Radrennfahrer und nationaler Meister im Radsport.

## Sportliche Laufbahn
Schulze gewann sechsmal die nationale Meisterschaft in der Mannschaftsverfolgung. Den ersten Titel holte er 1933 mit seinen Vereinskameraden vom „RC Wanderer Chemnitz“ Rudi Thoß, Fritz Funke, Gerhard Hanke und Rudolf Schubert. 1937 und 1938 erhielten mit ihm Rudolf Schubert, Herbert Hackebeil, Arthur Blankenburg, Rudi Kühn, Rudi Fensl und Rudi Thoß die Meisterschaftswürde. 1939 stand Schulze mit Rudi Thoß, Franz Bronold, Hans Preiskeit, Gerhard Bolte und Hans Kinnle als Sieger auf dem Podium. 1940 und 1941 siegte er mit Rudi Thoß, Franz Bronold und Hans Preiskeit. 1934 wurde er Vize-Meister in dieser Disziplin. 1949 war er Teilnehmer der Ostzonen-Rundfahrt, die das Vorgängerrennen der DDR-Rundfahrt war.